# نادي رجاء أكادير
الرجاء النادي البلدي لأكادير نادي رياضي مغربي من مدينة أكادير يمارس في دوري الدرجة الرابعة المغربي ـ شطر سوس. اقترن اسم النادي وكذلك ألوانه بفريق مدينة الدار البيضاء الكبير وهو نادي الرجاء الرياضي الذي يرتدي اللونين الأخضر والأبيض.
كانت بداية النادي من بلدة بنسركاو الصغيرة قبل 1956 التي تعد سنة التأسيس الرسمي، اتفق على أن يتم تحويله إلى فريق رسمي يمارس بالبطولة المغربية فاختير له اسم وفاق أكادير والذي تحول ساعة التأسيس الرسمي موسم 1956 إلى رجاء أكادير قبل أن ينتقل الفريق للممارسة بأكادير في الموسم الموالي بسبب التقطيع الإداري وعدم توفر بلدة بنسركاو على ملعب رسمي وينجح موسم 1966 في الالتحاق بالقسم الثاني ويتم تغيير اسم النادي سنة بعد ذلك إلى الرجاء النادي البلدي لأكادير ليأتي موسم 1969 لمشروع لاندماج الرجاء والحسنية في فريق واحد وهو الأمر الذي فشل لأسباب عدة، فشل جعل الفريق يبحث عن الصعود إلى القسم المغربي الأول، وتحقيق ذلك مرتين الأولى في موسم 1973، وعاد مباشرة بعدها إلى القسم الثاني في الموسم الموالي والمرة الثانية موسم 1981 قبل أن يغادره سريعا أيضا. لتستمر مسيرة الرجاء حتى مطلع التسعينات والتي تحول فيها الفريق من البحث عن تحقيق الصعود والألقاب إلى تفادي الاندثار. منذ ذلك التاريخ قيل فيه إن عاصمة إقليم سوس، لن تحتمل فريقين في القسم الأول ( الحسنية والرجاء).